# لين سانت جان
لين سانت جان (بالإنجليزية: Len St. Jean)‏ هو لاعب كرة قدم أمريكية أمريكي، ولد في 27 أكتوبر 1941 في نيوبيري في الولايات المتحدة.

## وصلات خارجية
- لين سانت جان على موقع مرجع كرة القدم المحترفة.كوم (الإنجليزية)